# Championnat du Bénin de football
championnat du Bénin de football a été créé en 1969.

## Palmarès
| Année                             | Champion                        |
| --------------------------------- | ------------------------------- |
| 1969                              | FAD Cotonou (1)                 |
| 1970                              | AS Porto-Novo (1)               |
| 1971                              | AS Cotonou (1)                  |
| 1972                              | AS Porto-Novo (2)               |
| 1973                              | AS Porto-Novo (3)               |
| 1974                              | Étoile Sportive Porto-Novo (1)  |
| De 1975 à 1977                    | Championnat non disputé         |
| 1978                              | AS Dragons de l'Ouémé (1)       |
| 1979                              | AS Dragons de l'Ouémé (2)       |
| 1980                              | Buffles du Borgou (1)           |
| 1981                              | Ajijas Cotonou (1)              |
| 1982                              | AS Dragons de l'Ouémé (3)       |
| 1983                              | AS Dragons de l'Ouémé (4)       |
| 1984                              | Lions de l'Atacora (1)          |
| 1985                              | Requins de l'Atlantique FC (1)  |
| 1986                              | AS Dragons de l'Ouémé (5)       |
| 1987                              | Requins de l'Atlantique FC (2)  |
| 1988                              | Championnat non disputé         |
| 1989                              | AS Dragons de l'Ouémé (6)       |
| 1990                              | Requins de l'Atlantique FC (3)  |
| 1991                              | Postel Sport FC (1)             |
| 1992                              | Buffles du Borgou (2)           |
| 1993                              | AS Dragons de l'Ouémé (7)       |
| 1994                              | AS Dragons de l'Ouémé (8)       |
| 1995                              | Toffa Cotonou (1)               |
| 1996                              | Mogas 90 FC (1)                 |
| 1997                              | Mogas 90 FC (2)                 |
| 1998                              | AS Dragons de l'Ouémé (9)       |
| 1999                              | AS Dragons de l'Ouémé (10)      |
| 2000                              | Championnat non disputé         |
| 2001                              | Championnat non disputé         |
| 2001-2002                         | AS Dragons de l'Ouémé (11)      |
| 2003                              | AS Dragons de l'Ouémé (12)      |
| 2004                              | Championnat abandonné           |
| 2005-2006                         | Mogas 90 FC (3)                 |
| 2007                              | Tonnerre de Bohicon (1)         |
| 2008-2009                         | Championnat déclaré invalide    |
| 2009-2010                         | AS Port autonome de Cotonou (1) |
| 2010-2011                         | Championnat abandonné           |
| 2011-2012                         | AS Port autonome de Cotonou (2) |
| 2012-2013                         | JA Plateau (1)                  |
| 2013-2014                         | Buffles du Borgou (3)           |
| 2014-2015                         | Championnat abandonné           |
| 2016                              | Championnat abandonné           |
| 2017                              | Buffles du Borgou (4)           |
| 2018-2019                         | Buffles du Borgou (5)           |
| 2019-2020 (Championnat abandonné) |                                 |
| 2020-2021                         | Loto-Popo FC (1)                |
| 2021-2022                         | Coton Sport FC Ouidah (1)       |
| 2022-2023                         | Coton Sport FC Ouidah (2)       |
| 2023-2024                         | Coton Sport FC Ouidah (3)       |
| 2024-2025                         | Dadjè FC (1)                    |

## Bilan
| Club                         | Titres | Années                                                                 |
| ---------------------------- | ------ | ---------------------------------------------------------------------- |
| A.S. Dragons de l'Ouémé      | 12     | 1970, 1972, 1982, 1983, 1986, 1989, 1993, 1994, 1998, 1999, 2002, 2003 |
| Buffles du Borgou            | 5      | 1980, 1992, 2014, 2017, 2019                                           |
| AS Porto-Novo                | 3      | 1970, 1972, 1973                                                       |
| Requins de l'Atlantique F.C. | 3      | 1985, 1987, 1990                                                       |
| Mogas 90 F.C.                | 3      | 1996, 1997, 2006                                                       |
| A.S. Port Autonome           | 2      | 2010, 2012                                                             |
| Coton Sport FC Ouidah        | 3      | 2022, 2023, 2024                                                       |
| FAD Cotonou                  | 1      | 1969                                                                   |
| AS Cotonou                   | 1      | 1971                                                                   |
| Étoile Sportive Porto-Novo   | 1      | 1974                                                                   |
| Ajijas Cotonou               | 1      | 1981                                                                   |
| Lions de l'Atacora           | 1      | 1984                                                                   |
| Postel Sport                 | 1      | 1991                                                                   |
| Toffa Cotonou                | 1      | 1995                                                                   |
| Tonnerre de Bohicon          | 1      | 2007                                                                   |
| J.A. du Plateau              | 1      | 2013                                                                   |
| Loto-Popo FC                 | 1      | 2021                                                                   |
| Dadjè FC                     | 1      | 2025                                                                   |